# Adesmia papposa
Adesmia papposa es una especie de planta floral del género Adesmia, categorizada en la tribu Dalbergieae, de la familia Fabaceae.

## Distribución
Especie nativa de Argentina y Chile. Crece en el bioma templado.

## Taxonomía
Fue descrita por (Lag.) DC. y publicada en Ann. Sci. Nat. 4: 95 (1825).